# 7385 Aktsynovia
7385 Aktsynovia este un asteroid din centura principală de asteroizi.

## Descriere
7385 Aktsynovia este un asteroid din centura principală de asteroizi. A fost descoperit pe 22 octombrie 1981 la Observatorul de Astrofizică din Crimeea de Nikolai Cernîh. El prezintă o orbită caracterizată de o semiaxă mare de 2,39 ua, o excentricitate de 0,13 și o înclinație de 3,7° în raport cu ecliptica.